# 八一镇 (江油市)
八一镇，是中华人民共和国四川省绵阳市江油市曾经下辖的一个镇。2019年12月，撤销八一镇，将其所属行政区域划归方水镇管辖。

## 行政区划
八一镇撤销前下辖以下地区：
祥瑞社区、天台村、永远村、东岳村、东山村、白互村、阳明村、中心村和团结村。